# لیگاند سه‌دندانه

آنیون ایمینودی‌استیک یک لیگاند سه‌دندانه است که با فلزی فرضی «M» یک کمپلکس را تشکیل داده اند.

لیگاند سه‌دندانه لیگاندیستکه دارای سه اتم است که می‌توانند به عنوان اتم‌های پذیرنده در یک کمپلکس شیمیایی عمل کنند.
لیگاندهای سه‌دندانه معروف شامل دی‌اتیلن‌تری‌آمین با سه اتمِ دهنده نیتروژن و آنیون ایمینودی‌استات که از یک نیتروژن آمین دپروتونه‌شده و یک جفت گروه کربوکسیلات تشکیل شده است.